# Kharan (księstwo)

Flaga Kharanu

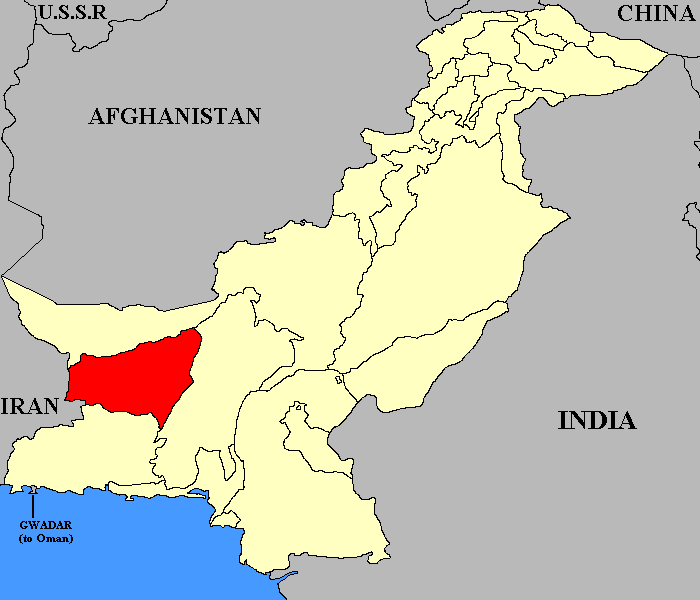

Kharan – dawne księstwo muzułmańskie znajdujące się na obszarze dzisiejszego Pakistanu.
Kharan obejmował obszar 48,051 km², jego stolicą był Kharan.
Księstwo powstało w 1697 roku. 17 marca 1948 weszło w skład Pakistanu. Zlikwidowano je 14 października 1955 i włączono do nowo utworzonej prowincji Beludżystan.

## Książęta Kharan
- 1810-? Abbas Chan
- 1833-1885 Azad Chan
- 1885-1909 Nowruz Chan
- 1909-1911 Mohammad Yaqub Chan
- 1911-1955 Habibullah Chan